# Frederik van de Graaff
Frederik Robbert van de Graaff (Oegstgeest, 20 de febrero de 1938-La Haya, 24 de junio de 2009) fue un deportista neerlandés que compitió en remo. Participó en los Juegos Olímpicos de Tokio 1964, obteniendo una medalla de bronce en la prueba de cuatro con timonel.

## Palmarés internacional
| Juegos Olímpicos | Juegos Olímpicos | Juegos Olímpicos  | Juegos Olímpicos   |
| Año              | Lugar            | Medalla           | Prueba             |
| ---------------- | ---------------- | ----------------- | ------------------ |
| 1964             | Tokio (Japón)    | Medalla de bronce | Cuatro con timonel |